# Emile Eylenbosch
Ambrosius Emilius (Emile) Eylenbosch (Dilbeek, 17 december 1861 - Schepdaal, 25 maart 1949) was een Belgisch brouwer en politicus.

## Levensloop
Eylenbosch richtte in 1894 Lambiekbrouwerij Eylenbosch op in het Schepdaalse gehucht Spanuit. In 1919 liet hij zijn villa in eclectische stijl optrekken aan de overzijde van de brouwerij.
In 1927 werd Eylenbosch aangesteld als burgemeester van Schepdaal, een gemeente in het Pajottenland, in opvolging van Joannes De Troch. Een mandaat dat De Troch opnieuw opnam na de volgende gemeenteraadsverkiezingen. In 1939 werd Eylenbosch opnieuw burgemeester, een mandaat dat hij uitoefende tot hij in 1940 werd opgevolgd door Hendrik Baudewijns. Vervolgens was Eylenbosch van 1940 tot 1942 waarnemend burgemeester. Na de Tweede Wereldoorlog werd hij opnieuw burgemeester, een mandaat dat hij uitoefende tot aan zijn dood.
Hij was de grootvader van Victor en Jef Valkeniers en de overgrootvader van Bruno Valkeniers, die allen in zijn politieke voetsporen traden.
In Schepdaal werd een straat naar hem vernoemd, met name de Emile Eylenboschstraat, een deel van de vroegere Wijngaardstraat. Hij was officier in de Orde van Leopold II.